# Jesús Cabrero (actor)

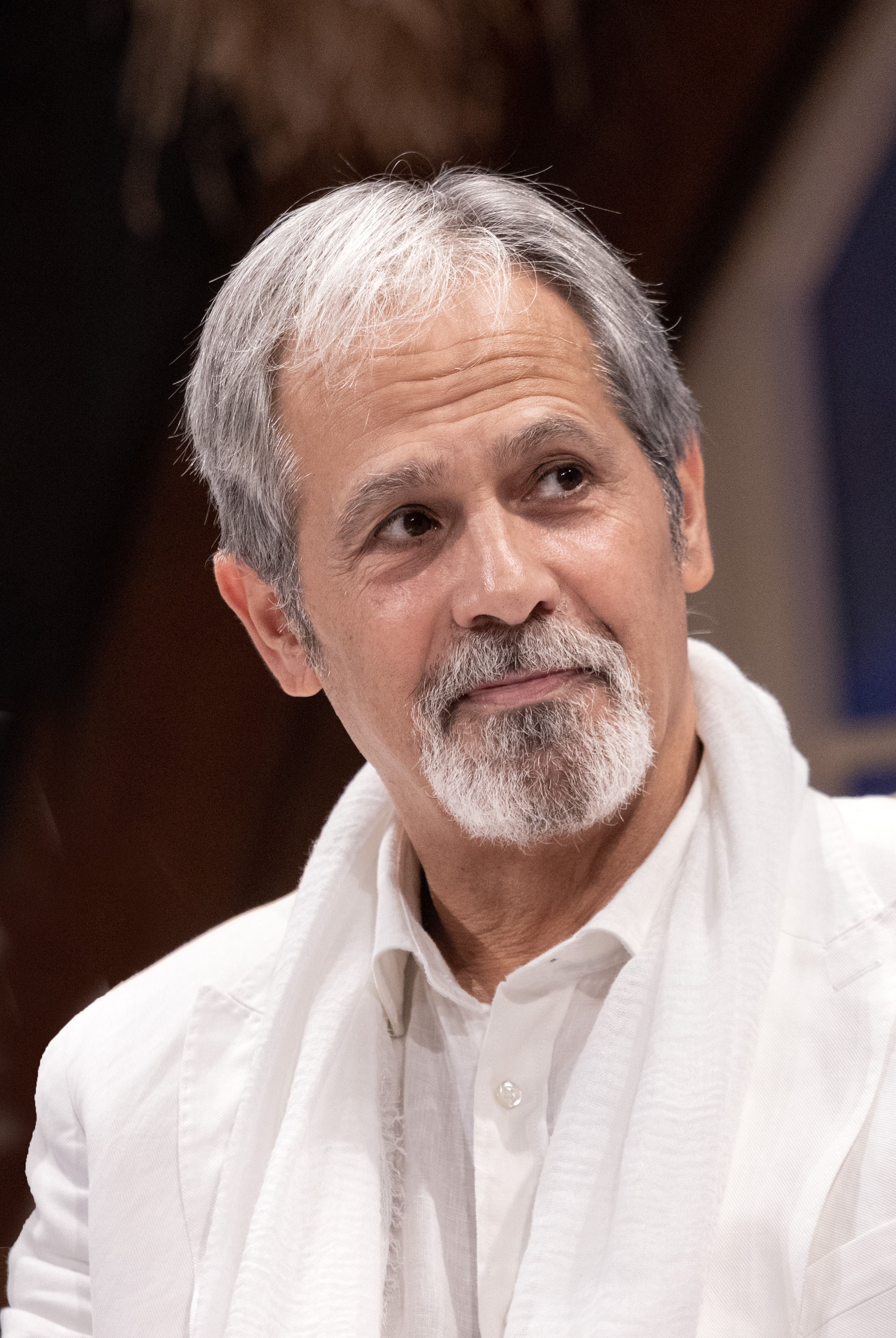
El actor español Jesús Cabrero en 2024

Jesús Cabrero (Madrid, 30 de enero de 1965) es un actor español. Ha trabajado en cine, teatro y televisión.

## Trayectoria
Actor de vocación tardía, se inició en la interpretación a los 29 años, después de la experiencia en un grupo teatral al que pertenecían su hermana y su cuñado, y que le llevó a abandonar su empleo como técnico de mantenimiento de Iberia. Debe su popularidad sobre todo a su participación en las series Hospital Central, Amar en tiempos revueltos y Centro médico.

## Filmografía

### Cine
- El triunfo (2006), de Mireia Ros.
- El don de la duda (2006), de Albert Ponte.
- De bares (2006), de Mario Iglesias.
- Autopsia (2002), de Milagros Bará.
- ¡Hasta aquí hemos llegado! (2002), de Yolanda García Serrano.
- Sin vergüenza (2001), de Joaquín Oristrell.
- Tiempos de azúcar (2001), de Juan Luis Iborra.
- Arachnid (2001), de Jack Sholder.
- Diminutos del calvario (2001), segmento dirigido por Albert Ponte.
- Km. 0 (2000), de Yolanda García Serrano y Juan Luis Iborra.
- Extraños (1999), de Imanol Uribe.
- Yerma (1998), de Pilar Távora.
- Amor de hombre (1997), de Yolanda García Serrano y Juan Luis Iborra.

### Televisión

#### Personajes fijos o recurrentes
- Centro médico (2015-2018) como Doctor Javier Blanco.
- Arrayán (2012-2013) como Carlos.
- Amar en tiempos revueltos (2007-2009) como Álvaro Iniesta.
- Obsesión (2005). Como Juan Guevara.
- El comisario (2004-2005). Como Víctor.
- De moda (2004). Como Iván.
- Hospital central (2000-2003) Como Mario Quiroga.
- Al salir de clase (1999)
- Compañeros (1998-1999). Como Álex.
- Una de dos (1998)

#### Personajes episódicos
- La que se avecina (2022)
- Los misterios de Laura (2009)
- Las cerezas del cementerio (2005) de Juan Luis Iborra.
- Periodistas (1998)
- Todos los hombres sois iguales (1997)
- Más que amigos (1997)
- Canguros (1996)
- Médico de familia (1995)
- El día que me quieras (1994)